# ACF Fiorentina
L'ACF Fiorentina, meglio nota come Fiorentina, è una società calcistica italiana della città di Firenze. Milita in Serie A, la massima divisione del campionato italiano.
Il club originale fu fondato nel 1926 dal marchese Luigi Ridolfi Vay da Verrazzano come Associazione Calcio Firenze, mutando denominazione l'anno seguente temporaneamente in Associazione Fiorentina del Calcio e poi stabilmente in Associazione Calcio Fiorentina, quest'ultima mantenuta fino alla rifondazione della stagione 2002-2003: la nuova società giocò sotto il nome di Florentia Viola prima di adottare l'attuale denominazione. Dal 2019 il club è di proprietà dell'imprenditore italo-statunitense Rocco Commisso.
Nel corso della propria storia è stata per due volte campione d'Italia, nel 1955-1956 e nel 1968-1969; in ambito nazionale ha inoltre vinto sei Coppe Italia e una Supercoppa italiana. È stata la prima squadra italiana a vincere una competizione UEFA, la Coppa delle Coppe nell'edizione 1960-1961, nonché una delle quindici squadre europee e una delle due sole italiane, assieme alla Juventus, che hanno disputato almeno una finale delle tre storiche competizioni confederali: la Coppa dei Campioni nel 1957 – prima squadra italiana a raggiungere la finale della massima competizione europea per club –, la Coppa delle Coppe nel 1961 e nel 1962 – prima squadra italiana a disputare due finali confederali consecutive – e la Coppa UEFA nel 1990; è inoltre il primo club ad avere giocato le finali delle quattro principali competizioni UEFA a eliminazione diretta, con l'ulteriore raggiungimento delle finali di UEFA Europa Conference League nel 2023 e nel 2024.
Il colore sociale è il viola, scelta cromatica voluta espressamente dallo stesso Ridolfi nel 1929; altri segni distintivi della società sono la Canzone viola, inno ufficiale composto da Marcello Manni e reinterpretato e arrangiato nel 1965 da Narciso Parigi, e lo stemma, caratterizzato da un giglio rosso su sfondo bianco, simbolo della città toscana. Inizialmente la sede delle partite casalinghe era lo stadio Velodromo Libertas, mentre dal 1931 la squadra disputa i propri incontri casalinghi nello stadio Artemio Franchi, già Giovanni Berta e poi Comunale.
La Federazione Italiana Giuoco Calcio considera la Fiorentina al 6º posto nella graduatoria della tradizione sportiva dei club ad essa affiliati; inoltre occupa la 5ª posizione nella classifica perpetua della Serie A e la 78ª in quella della Serie B. È anche uno dei membri dell'Associazione dei club europei, organizzazione internazionale che ha preso il posto del soppresso G-14, composta dai principali club calcistici europei, riuniti in consorzio al fine di ottenere una tutela comune dei diritti sportivi, legali e televisivi di fronte alla FIFA.

## Storia

La Coppa Italia 1939-1940, primo trofeo vinto dalla squadra viola.

Il 29 agosto 1926, con la fusione tra la Palestra Ginnastica Fiorentina Libertas e il Club Sportivo Firenze, appoggiata da Luigi Ridolfi e altre autorità sportive dell'epoca, venne fondata l'Associazione Calcio Firenze, denominata l'anno seguente Associazione Calcio Fiorentina; il primo incontro ufficiale, valevole per il campionato di Prima Divisione 1926-1927, si tenne nello stadio di via Bellini il 3 ottobre 1926 contro il Pisa. La prima maglia ufficiale era inquartata bianca e rossa, colori sociali di Firenze e dei club da cui è originata la Fiorentina, con sul petto il Giglio di Firenze.
Dopo l'incorporazione nel club dell'Itala Football Club e la promozione a tavolino del 1927-1928 nonostante il caso Savoia-Fiorentina, i Gigliati disputarono la prima loro stagione nella massima serie, la Divisione Nazionale, terminata all'ultimo posto in classifica; nonostante il regolamento prevedesse per loro la Prima Divisione, vennero ripescati e inseriti in Serie B per allargamento dei quadri. Nel 1929, in una amichevole con la Roma, la squadra toscana indossò per la prima volta maglie di colore viola. I viola vinsero il campionato 1930-1931, ottenendo così la loro prima promozione in Serie A.
Nel 1931 venne inaugurato lo Stadio Giovanni Berta. La prima stagione viola nella nuova struttura terminò al quarto posto, con 25 reti di Pedro Petrone, capocannoniere del torneo. Negli anni 1930 la Fiorentina debuttò nelle competizioni europee (Coppa dell'Europa Centrale 1935) ma retrocedette in Serie B nel 1937-1938: tuttavia, con il primo posto nella successiva stagione, ritornò subito in massima serie. Nel 1940 la Fiorentina conquistò il primo trofeo della sua storia, la Coppa Italia.
Nella stagione 1955-1956 i Viola, allenati da Fulvio Bernardini, conquistarono il loro primo scudetto con cinque giornate di anticipo. La vittoria della Serie A consentì al club di partecipare alla Coppa dei Campioni, dove i Gigliati arrivarono in finale il 30 maggio 1957 al Santiago Bernabéu, venendo battuti dal Real Madrid. Ventidue giorni prima, il club fiorentino aveva vinto la Coppa Grasshoppers.

La Fiorentina con la Coppa delle Coppe 1960-1961.

Dall'annata seguente la Fiorentina si classificò per quattro volte consecutive al secondo posto, arrivando inoltre due volte in finale di Coppa Italia (1958 e 1959-1960); in campo europeo giocò come nazione la Coppa dell'Amicizia italo-francese 1959 e 1960. Nel 1960-1961 il club, guidato da Nándor Hidegkuti, vinse la coppa nazionale, la Coppa delle Alpi 1961 (come nazione) e la Coppa delle Coppe, battendo nella doppia finale i Rangers; con questa vittoria divenne la prima squadra italiana a vincere una competizione UEFA per club. I gigliati arrivarono in finale di quest'ultima competizione anche l'anno successivo, ma furono sconfitti.
Per tutti gli anni 1960, considerati il decennio d'oro della storia viola, la Fiorentina stazionò nelle prime posizioni della Serie A, vincendo la Coppa Mitropa e la Coppa Italia nel 1966. Nella stagione 1968-1969 la squadra viola, formata da molte giovani promesse per cui venne chiamata "Fiorentina Ye-Ye", conquistò il suo secondo titolo nazionale, con Bruno Pesaola come allenatore.

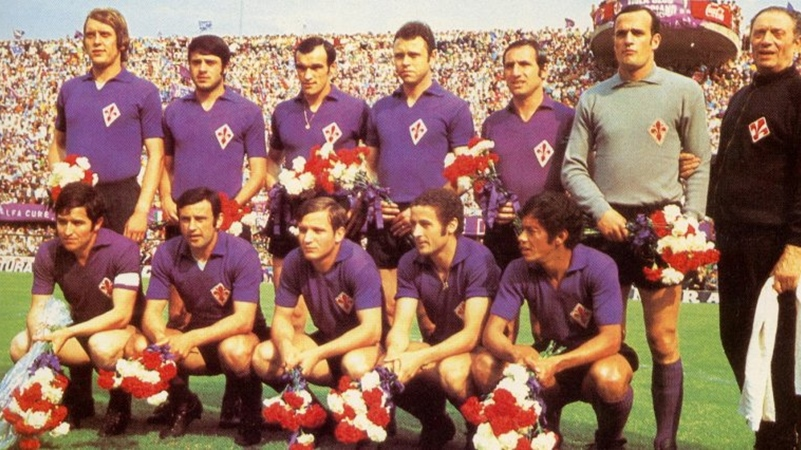
La Fiorentina per la seconda volta scudettata nel 1968-1969.

I primi anni 1970 videro la Fiorentina in calo rispetto ai risultati dei decenni precedenti; nel 1975 tuttavia la società viola vinse la sua quarta Coppa Italia e la Coppa di Lega Italo-Inglese. Nel decennio successivo subentrarono alla presidenza i Pontello, che attuarono alcune scelte societarie contestate dai tifosi, come il cambio dell'inno e dello stemma. Nel 1981-1982 i viola contesero fino all'ultima giornata lo scudetto alla Juventus. Nel 1990 la squadra raggiunse la finale della Coppa UEFA, sconfitta nuovamente dalla squadra bianconera, in un torneo che ha visto per la prima volta due squadre italiane contendersi un trofeo confederale.
Nello stesso anno i Pontello cedettero il pacchetto azionario di maggioranza a Mario Cecchi Gori. Nel 1992-1993, dopo cinquantaquattro anni nella massima serie italiana, i gigliati retrocedettero in Serie B, ma risalirono immediatamente in Serie A dopo un anno, ottenendo anche la terza promozione. Il nuovo ciclo, cominciato nel 1993 con la presidenza di Vittorio Cecchi Gori, ebbe risultati altalenanti in campionato nelle stagioni successive, arrivando due volte al terzo posto, nel 1995-1996 e nel 1998-1999 e vincendo la Coppa Italia e la Supercoppa italiana nel 1996. Nella stagione 1999-2000 la Fiorentina tornò nella massima competizione internazionale dopo trent'anni disputando la UEFA Champions League e nell'annata seguente, con alla guida tecnica l'esordiente Roberto Mancini, vinse per la sesta volta la Coppa Italia.

Una formazione della Fiorentina 1989-1990, finalista di Coppa UEFA.

Nell'estate 2001 il tribunale civile di Firenze avviò una procedura di fallimento a carico della società, che, nonostante le cessioni dei suoi giocatori più illustri come Batistuta, Rui Costa e Toldo, versava in una grave crisi di bilancio. In questa difficile situazione finanziaria, nel 2001-2002 la Fiorentina retrocedette in cadetteria, una débâcle che non si ripeteva dal 1993, giocando uno dei peggiori campionati della sua storia. Successivamente, a causa dei mancati pagamenti degli stipendi di calciatori e dell'impossibilità di sostenere gli sforzi economici relativi alla partecipazione al successivo campionato, la società non poté iscriversi alla Serie B 2002-2003 e venne in seguito dichiarata fallita.

La Fiorentina celebra la vittoria nella Supercoppa italiana 1996.

Il 1º agosto 2002 venne fondata la Fiorentina 1926 Florentia da Leonardo Domenici, allora sindaco di Firenze; la nuova società, che venne iscritta alla Serie C2, venne acquistata da Diego Della Valle e rinominata Florentia Viola. Il torneo fu vinto dai Gigliati, che, in seguito al caso Catania e al fallimento del Cosenza, vennero eccezionalmente ripescati in Serie B per meriti sportivi e per bacino d'utenza. La stagione 2003-2004 vide la Fiorentina tornare in Serie A dopo lo spareggio interdivisionale contro il Perugia. Dopo una salvezza ottenuta all'ultima giornata nel 2004-2005, i viola furono coinvolti nello scandalo Calciopoli, che li penalizzò sia nella stagione 2005-06, estromettendoli dalle coppe europee, sia in quella successiva: in quest'ultima, malgrado i punti di penalizzazione, i gigliati riuscirono ugualmente a qualificarsi alla Coppa UEFA 2007-2008 dove si spinsero sino alle semifinali.
Nel decennio seguente i toscani raggiunsero la finale di Coppa Italia 2013-2014 e le semifinali di Europa League 2014-2015. Sul finire dello stesso, il 6 giugno 2019 si chiuse dopo diciassette anni l'era Della Valle, con la società viola che passò in mano all'imprenditore italo-statunitense Rocco Commisso. Nella stagione 2022-2023 la squadra disputò le finali di Coppa Italia e, prima finale confederale dopo trentatré anni, di Europa Conference League, ma venne battuta in entrambe le occasioni; tornò in finale di Europa Conference League nella stagione successiva, uscendone nuovamente sconfitta.

## Colori e simboli

### Colori
La Fiorentina indossa generalmente una divisa di colore viola, spesso erroneamente associato anche alla città di Firenze, che invece ha nel suo simbolo il bianco e il rosso, utilizzati dalla squadra fiorentina agli inizi della sua storia, come simbolo della fusione tra il Club Sportivo Firenze e la Palestra Ginnastica Fiorentina Libertas. Questi colori vennero usati fino al 22 settembre 1929, quando, in un'amichevole disputata contro la Roma, la Fiorentina indossò per la prima volta la maglia viola con il giglio rosso sul petto. Secondo la tradizione, questo sarebbe il risultato di un lavaggio errato delle maglie bianco-rosse in un fiume; in realtà venne scelto direttamente da Luigi Ridolfi, dopo un'amichevole nel 1928 con l'Újpesti TE.
Tra gli anni 1930 e 1970, la tenuta non ebbe grandi modifiche; il colore base della maglia, di produzione artigianale e generalmente in lana, fu sempre il viola, mentre i calzoncini erano di colore nero o, più comunemente, bianco. Nel 2007, la divisa viola si è classificata 19ª nella lista delle 50 maglie più belle della storia del calcio, redatta dal quotidiano britannico The Times.

Gabriel Batistuta in azione nella stagione 1996-1997 nel tradizionale completo viola della squadra.

Fin dalla sua introduzione nel 1947, la Fiorentina ha generalmente indossato una maglia da trasferta di colore bianco; tuttavia nei primi anni della sua storia, quando la divisa era bianco-rossa, utilizzò una tenuta a strisce verticali di questi stessi colori, con pantaloncini e calzettoni neri. Fin dagli anni cinquanta, negli incontri in cui viola e bianco potevano confondersi con le maglie degli avversari, la Fiorentina sfoggiava occasionalmente divise alternative rosse, gialle o verdi; la prima effettiva terza maglia venne introdotta soltanto a partire dal 1996.

### Simboli ufficiali

#### Stemma
Il simbolo della Fiorentina è da sempre un giglio bottonato di colore rosso su campo bianco, principale segno distintivo di Firenze derivante dallo stemma araldico di Ugo II di Toscana. Se nei primi tempi si usava direttamente lo stemma comunale, col tempo questo ha subìto varie modifiche, passando dal tradizionale scudo a un campo bianco romboidale, disegnato direttamente dal marchese Ridolfi, fino al "giglio alabardato" della proprietà Pontello.
Nel 1991 la proprietà Cecchi Gori adotta un nuovo stemma, inserendo un giglio stilizzato fiorentino (rosso in campo bianco) all'interno di una losanga bordata d'oro; le iniziali della società (bianche e rosse su fondo viola) sono poste in uno spazio compreso fra due ulteriori filetti d'oro che partono dagli angoli opposti della losanga per congiungersi al di sotto del suo angolo inferiore. Tale logo viene usato pressoché ininterrottamente — con la sola eccezione della stagione 2002-2003, vissuta sotto il nome di Florentia Viola e contraddistinta da un semplice giglio rosso — fino al 2022, quando la proprietà Commisso introduce l'ultimo restyling dello stemma societario, che riporta in auge lo stile romboidale unendo lo storico giglio rosso a una grande "V" viola.

#### Inno
L'inno della Fiorentina, intitolato Canzone viola ma conosciuto anche come O Fiorentina, venne scritto nel 1930 da Marcello Manni e musicato da Marco Vinicio. I primi tifosi della squadra toscana, riuniti nell'"ordine del Marzocco", fecero stampare un volantino con il testo di questa canzone, distribuendolo al pubblico dello stadio in via Bellini, per farlo cantare a tutti i tifosi e facendolo così divenire l'inno della Fiorentina. Narciso Parigi ne fece una cover nel 1954; alcuni anni dopo, nel 1964, la cantò nuovamente, modificandone significativamente il testo. Quest'ultima versione sostituì l'edizione originale come inno della Fiorentina e, da allora, viene eseguita allo stadio Franchi prima di ogni partita della squadra.
Per molti anni la Fiorentina aveva anche un "co-inno" ufficiale, chiamato Alé Alé Fiorentina, scritto da Corsini, Gallerini, Dolcino e interpretato sempre da Narciso Parigi. Questa canzone veniva eseguita, nelle gare casalinghe, quando la squadra viola faceva il suo ingresso in campo nel secondo tempo; l'usanza del doppio inno è poi caduta in disuso. Nel 1981 la dirigenza della società viola adottò per un breve periodo un nuovo inno, La Fiorentina, che, pur essendo inno ufficiale sino al 1990, non venne mai amato dai tifosi, che continuarono a preferirgli il brano precedente.
Dal 2018 al 2021, in caso di vittoria casalinga della squadra, viene diffusa allo stadio Firenze S. Maria Novella di Pupo.

## Strutture

### Stadio

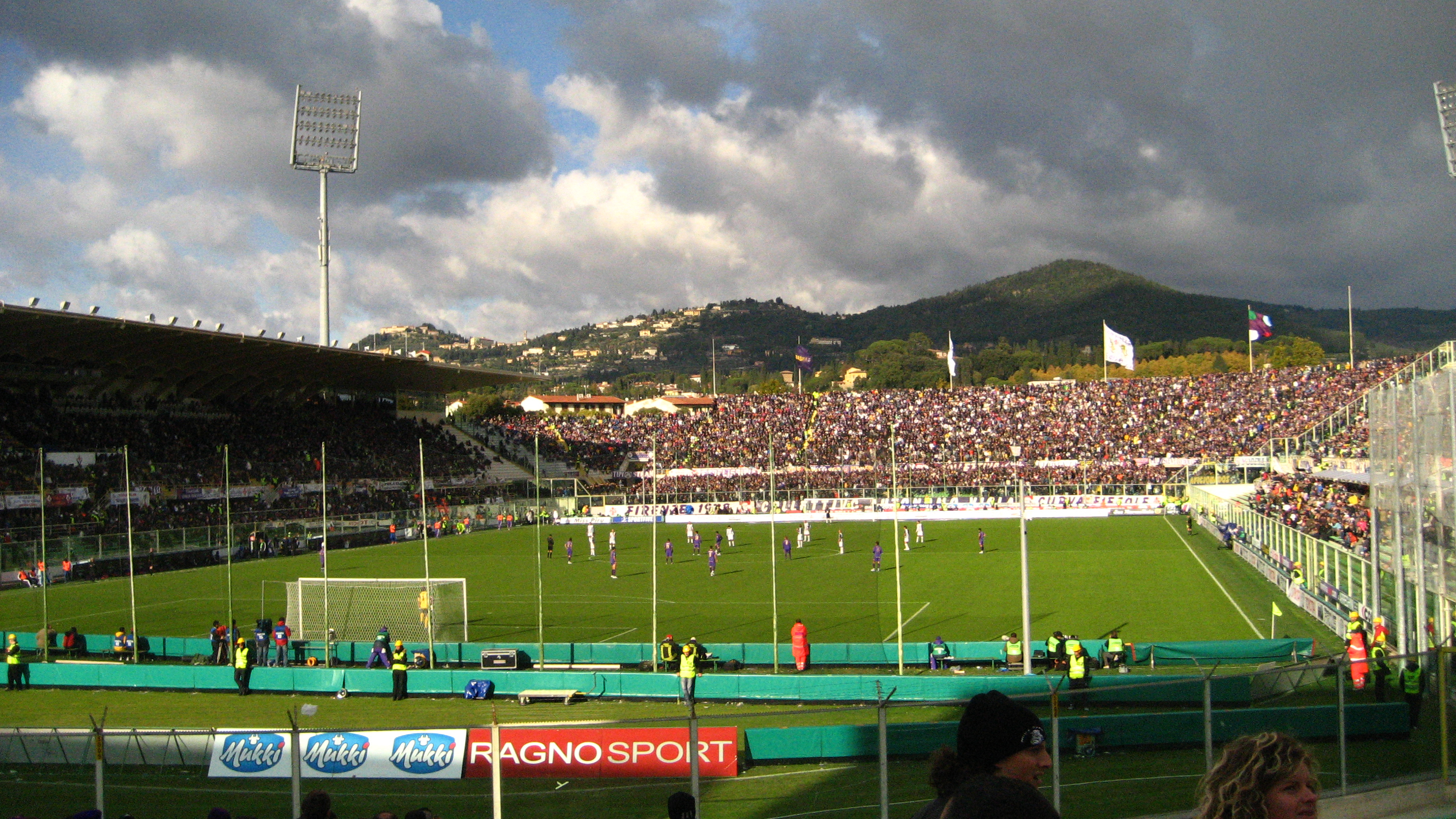
Panorama interno del "Franchi".

Agli inizi della sua storia, tra il 1926 e il 1931, la Fiorentina disputava i suoi incontri interni nello stadio di via Bellini, in passato utilizzato dalla Libertas. Tra il 1930 e il 1932 venne costruito, per volontà di Luigi Ridolfi, un nuovo stadio, su progetto di Pier Luigi Nervi, chiamato Stadio Giovanni Berta e inaugurato il 13 settembre 1931 con la partita tra Fiorentina e Admira Vienna. L'opera, ricca di elementi architettonici innovativi, come la pensilina priva di sostegni intermedi, le scale elicoidali e la torre di Maratona, è ritenuta come un capolavoro dell'architettura italiana degli anni 1930. Un altro importante elemento è il terreno di gioco, il cui drenaggio è considerato tra i migliori in Europa.
Alla fine del seconda guerra mondiale, con la caduta del fascismo, il nome dell'impianto venne cambiato in Stadio Comunale; nel corso della sua storia, fu sede di alcuni incontri calcistici del campionato del mondo 1934, del torneo olimpico di Roma 1960 e del campionato d'Europa 1968; in occasione del campionato del mondo 1990 l'impianto fiorentino ha subito importanti interventi strutturali, affidati all'architetto Italo Gamberini. Dal 1993, lo stadio è intitolato ad Artemio Franchi, tra i più importanti dirigenti sportivi italiani. Di proprietà del Comune di Firenze, l'impianto ha una capienza di 43 147 posti. Con le esigenze del calcio moderno, l'impianto risulta obsoleto, con notevoli problemi di efficienza e funzionalità; per questi motivi da tempo si parla della costruzione di un nuovo stadio a Firenze di proprietà della stessa società, inserito nel progetto chiamato Cittadella Viola.

### Centro di allenamento
Dal 12 luglio 2023 il centro di allenamento della squadra è il Viola Park, situato nel comune di Bagno a Ripoli. Si tratta di una struttura dall'ampiezza di 22 ettari con dodici campi da calcio, di cui uno stadio da 3 000 posti deputato a campo casalingo per le squadre Primavera e femminile, e uno da 1 500 posti per le giovanili.
Fino al 2023 la squadra aveva fatto base per i suoi allenamenti presso il Centro sportivo Davide Astori, conosciuto in precedenza come i Campini, una struttura polifunzionale sita nel plesso dello stadio Artemio Franchi di Firenze.

## Società

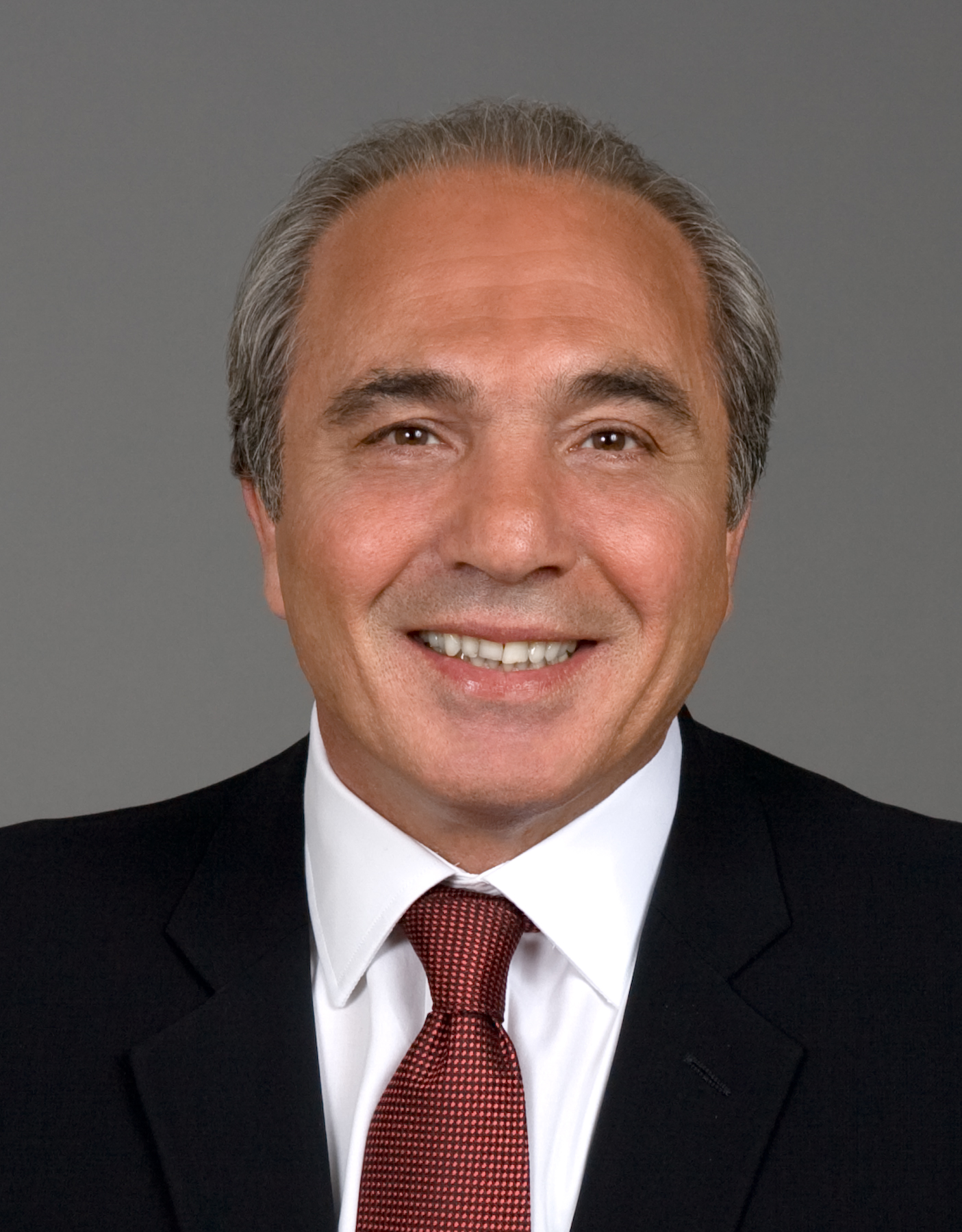
Rocco Commisso (qui nel 2007), proprietario della Fiorentina dal 6 giugno 2019

Il club venne fondato il 29 agosto 1926 come associazione, con il nome "Associazione Calcio Firenze", dalla fusione delle sezioni calcistiche del Club Sportivo Firenze e della Palestra Ginnastica Fiorentina Libertas, assumendo fin dal primo incontro ufficiale il nome di "Associazione Fiorentina del Calcio" e divenendo nel 1927 "Associazione Calcio Fiorentina"; il 21 giugno 1967 l'associazione fu trasformata in una società per azioni con la stessa ragione sociale, che venne esclusa il 1º agosto 2002 dal campionato italiano di calcio per inadempienze finanziarie con fallimento del successivo 27 settembre; una nuova società a responsabilità limitata, con la denominazione di "Fiorentina 1926 Florentia" fu costituita il giorno seguente e, dieci giorno dopo, cambiò nome in "Florentia Viola" venendo iscritta dalla Federazione Italiana Giuoco Calcio in un campionato professionistico a rappresentare il precedente club viola; il sodalizio ricostituito, che nel frattempo era divenuto nuovamente una società per azioni, il 28 giugno 2003 riassunse la precedente denominazione ufficiale di "ACF Fiorentina" a seguito dell'acquisto del marchio della vecchia società fallita. L'ultima modifica societaria è del dicembre 2021, con la trasformazione dell'ACF Fiorentina in una società a responsabilità limitata.
La società, avente sede legale in Via Pian di Ripoli 5 a Bagno a Ripoli (FI) e iscritta alla Camera di Commercio di Firenze, risulta avere, al 2024, 291 dipendenti e un capitale sociale di 7 350 000 euro.
Dal 6 giugno 2019 il club è controllato dall'imprenditore italoamericano Rocco Commisso: questo è esercitato, dal 26 ottobre 2022, tramite la società statunitense Columbia Soccer Ventures LLC, proprietaria del club viola con il 100,00% del capitale in qualità di socio unico e, a sua volta, di appartenenza per intero alla società statunitense JMCC Corporation, holding finanziaria di Commisso, della quale fa parte anche la squadra dei New York Cosmos. In precedenza, dal 2019 al 2022, questo controllo del club da parte della JMCC Corporation era avvenuto tramite la società italiana New ACF Fiorentina s.r.l., creata appositamente per l'acquisto della squadra da parte di Commisso e, in seguito, fusa direttamente con la società viola.
La società viola non possiede, al 2023, società controllate o collegate, ma fino al 2020 era capogruppo del "Gruppo ACF Fiorentina S.p.A.", del quale facevano parte anche le controllate: Fiorentina Women's FC SSD a r.l. (al 100%) che si occupava della gestione della squadra femminile; Firenze Viola s.r.l. (al 100%) che si occupava della gestione del marchio; Promesse Viola s.r.l. (al 100%) che si occupava della gestione della settore giovanile; il 18 giugno 2020 la proprietà procedette all'operazione di fusione delle tre società controllate con la società capogruppo.
Nella Deloitte Football Money League, rapporto stilato fin dal 1997 dalla società di revisione e consulenza aziendale statunitense Deloitte Touche Tohmatsu, che prende in esame annualmente i trenta club europei di calcio con il maggior fatturato per ricavi operativi, la Fiorentina è stata rilevata in tre occasioni, con il migliore piazzamento nella classifica del 2001 (quattordicesimo posto) e con il fatturato per ricavi più alto delle tre rilevazioni nella classifica del 2011 (106,4 milioni di euro, al ventunesimo posto). Il valore del brand Fiorentina è stato inserito una volta nel prospetto stilato annualmente dal 2010 dalla società di consulenza globale per la valutazione dei marchi, l'inglese Brand Finance, con cinquantesimo posto del 2022; fuori da questa graduatoria, nel 2023 il brand viola è comunque al settimo posto in Italia, per un valore di 90 milioni di euro.
Il club è membro ordinario dell'Associazione dei club europei, organismo privato che rappresenta le società calcistiche a livello europeo e riconosciuto dall'UEFA.

### Organigramma societario
Il governo societario dell'ACF Fiorentina s.r.l., al 2023, prevede un sistema tradizionale formato dall'assemblea dei soci, dal consiglio di amministrazione e dal collegio sindacale. Il consiglio di amministrazione, rinnovato il 26 ottobre 2021, è formato da quattro componenti, tutti nominati dall'allora società controllate New ACF Fiorentina s.r.l.; Rocco Commisso, a cui è riferibile la proprietà, ricopre la carica di presidente del consiglio di amministrazione, assunta il 24 giugno 2019 con l'acquisto del club, mentre Mark E. Stephan è l'amministratore delegato, nominato in questo ruolo il 5 luglio 2019. Il collegio sindacale, rinnovato anch'esso il 26 ottobre 2021, è composto da tre membri sempre indicati da New ACF Fiorentina, dei quali Riccardo Gabrielli assume il ruolo di presidente. La società di revisione, scelta anch'essa dai soci quale organo esterno di riesame dei conti, è l'azienda BDO Italia S.p.A..
- Rocco Commisso - Presidente
- Mark E. Stephan - Amministratore delegato
- Joseph B. Commisso - Consigliere
- Gian Marco Pachetti - Direttore finanza e controllo
- Alessandro Ferrari - Direttore generale
- Daniele Pradè - Direttore sportivo
- Roberto Goretti - Direttore tecnico

### Sponsor
- 1926-1978: non presente
- 1978-1981: adidas[84]
- 1981-1983: J.D. Farrow's[85]
- 1983-1988: Ennerre[85]
- 1988-1991: ABM[85]
- 1991-1993: Lotto[85]
- 1993-1995: Uhlsport[85]
- 1995-1997: Reebok[86]
- 1997-2000: Fila[85]
- 2000-2001: Diadora[85]
- 2001-2002: Mizuno[85]
- 2002-2003: Mizuno[87] poi Garman poi Puma (ufficiale)[88]
- 2003-2005: adidas[89]
- 2005-2012: Lotto[90]
- 2012-2015: Joma[91]
- 2015-2020: Le Coq Sportif[92]
- 2020-oggi: Kappa[93]

### Impegno nel sociale

Roberto Baggio e Stefano Borgonovo nella stagione 1988-1989.

La Fiorentina è attiva nel campo sociale e umanitario, soprattutto durante l'era Della Valle, istituendo un "modello Fiorentina". Il 7 luglio 2008 venne costituita la Fondazione Fiorentina Onlus, che si impegna attivamente per la difesa dei diritti fondamentali della persona, occupandosi di bambini, di malati, oltre che occuparsi della valorizzazione del patrimonio culturale e artistico di Firenze e della Toscana.
La società viola ha inoltre spesso collaborato con la Fondazione Stefano Borgonovo, per la raccolta di fondi per la ricerca di una cura contro la sclerosi laterale amiotrofica (SLA), di cui era affetto l'ex-calciatore viola.
Dall'agosto 2010, la Fiorentina è protagonista di una sponsorizzazione solidale, finanziando Save the Children, una delle maggiori organizzazioni non governative, già supportata nel 2008, che presta aiuti immediati alle comunità in difficoltà e soccorso alle famiglie e ai bambini colpiti da disastri e catastrofi naturali, da conflitti e guerre. Il club viola, in particolare, adottò il progetto Every One.

### Settore giovanile
Il settore giovanile della Fiorentina è formato da nove squadre che giocano nei campionati Primavera, Allievi Nazionali e Regionali, Giovanissimi Nazionali, Regionali, Esordienti Regionali e Provinciali A e B e Pulcini. Le formazioni più esperte giocano nel campo "Poggioloni" di Fiesole-Caldine, mentre le altre squadre nei campi minori di Firenze.
Il vivaio viola risulta essere uno dei più titolati d'Italia, avendo vinto 3 scudetti Primavera (nel 1970-1971, nel 1979-1980 e nel 1982-1983), 3 Campionati Allievi Nazionali e 8 Tornei di Viareggio (1966, 1973, 1974, 1978, 1979, 1982, 1988, 1992), oltre che 8 Coppe Italia Primavera (1979-1980, 1995-1996, 2010-2011, 2018-2019, 2019-2020, 2020-2021, 2021-2022, 2023-2024) e tre Supercoppe Primavera (2011, 2021, 2022). Gli Allievi Nazionali hanno vinto per cinque volte (1976, 1982, 1987, 1989, 1990) il Torneo Città di Arco e per due (1955 e 1992) il Torneo Internazionale Sanremo.

### Sezione femminile
Nell'estate 2015 è stata istituita la sezione femminile del club, il Fiorentina Women's Football Club, che ha raccolto l'eredità del Firenze, fondato nel 1979. Ha esordito nel successivo campionato di Serie A ed è divenuta campione d'Italia nella stagione 2016-2017; nello stesso anno ha vinto la Coppa Italia. La Fiorentina femminile ha anche squadre giovanili iscritte nei rispettivi campionati.

## Diffusione nella cultura di massa

### Cinema
Nel cinema italiano, le prime citazioni del club viola si notano nei film Amore e chiacchiere di Alessandro Blasetti (1957) e L'uomo di paglia di Pietro Germi (1958); sono poi Francesco Nuti in Madonna che silenzio c'è stasera (1982) e Carlo Vanzina in Vacanze in America (1984), A spasso nel tempo (1996), Un'estate al mare (2008) e Buona giornata (2012) ad accennare alla squadra viola nelle opere cinematografiche. Anche alcune commedie degli anni 1980 dedicate al calcio, come Eccezzziunale... veramente (1982), Il tifoso, l'arbitro e il calciatore (1982), L'allenatore nel pallone (1984) e Mezzo destro mezzo sinistro - 2 calciatori senza pallone (1985) contengono dei riferimenti ai Gigliati.
Due pellicole di Alessandro Benvenuti, Benvenuti in casa Gori (1993) e il seguito Ritorno a casa Gori (1996), hanno come protagonisti Danilo Gori (Massimo Ceccherini), un tossicomane tifoso viola che scambia la folla radunata in Piazza San Pietro per la Curva Fiesole. Nel loro ultimo film, Ci hai rotto papà (1993), Castellano e Pipolo mostrano la camera del protagonista con i simboli della Fiorentina. Altri riferimenti alla squadra viola si hanno in La bella vita (1994) di Paolo Virzì e in I laureati (1995) di Leonardo Pieraccioni. Franco Zeffirelli mostra nel film del 1999 Un tè con Mussolini una partita di calcio tra alcuni ragazzi che indossano una maglia viola.

### Letteratura
Nella letteratura, Indro Montanelli, tifoso viola e consigliere onorario della società negli anni 1990, inserì la Fiorentina in numerosi suoi scritti; ne I rapaci in cortile di Incontri (1952) parla della squadra viola in termini di risultati e qualità, mentre ne I conti con me stesso. Diari 1957-1978 racconta del club toscano, soprattutto degli anni del primo scudetto. Anche il poeta Franco Scataglini cita il club nel suo Rimario Agontano (1987), nella poesia Partita, ricordando la sfida Anconitana-Fiorentina del gennaio 1946.

### Musica
La società gigliata viene infine citata nella musica; nel 1964 esce in un 45 giri I magnifici undici, canzone per la Fiorentina che Narciso Parigi scrisse insieme a Mogol e Carlo Donida Labati per "Una canzone per la vostra squadra", festival organizzato dall'Assessorato al Turismo di Sanremo e da Gianni Ravera nel Teatro Ariston. La canzone viene rieditata dallo stesso Parigi nel disco da lui diretto Italia, America e ritorno e cantata da Lorenzo Andreaggi nel 2020. Nel luglio 1981, Enzo Jannacci pubblicò, in E allora...Concerto, Bandiera fiorentina, mentre nel 1998, Pupo incise un brano, È Fiorentina, proposto senza esiti positivi come nuovo inno ufficiale. Nel 1980 lo stesso Pupo aveva dedicato una parte di una strofa della canzone Firenze Santa Maria Novella alla Fiorentina e al suo capitano di allora Giancarlo Antognoni. Don Backy compose poi nel 1982 un altro brano dedicato alla squadra gigliata, Viola d'amore, mentre nel 2019 scrive per Narciso Parigi una canzone dedicata alla città dove viene nominata anche la Fiorentina: Firenze storia, incisa poi nel 2021 da Lorenzo Andreaggi. Nel 2016, per i novant'anni della Fiorentina, Lorenzo Baglioni compone su commissione della dirigenza 90 anni viola. Nel 2022 esce un'altra canzone dedicata alla squadra viola e sempre commissionata dalla dirigenza: Questa è Firenze. La canzone, prodotta da Paolo Dossena e distribuita da Compagnia Nuove Indye, è cantata da Lorenzo Andreaggi mentre la musica e il testo sono di Alessandro Innocenti, Dario Matina e dello stesso Andreaggi. Il brano viene presentato ufficialmente il 26 settembre 2023 a Buongiorno Viola Park, programma on-line di informazione e intrattenimento sulla Fiorentina.

## Allenatori e presidenti

### Allenatori
I Viola hanno avuto, nel corso della loro storia, 56 allenatori; il primo di questi fu l'ungherese Károly Csapkay. Molti sono stati i tecnici stranieri dei Viola; tra le loro nazionalità prevale comunque quella italiana con 34 rappresentanti, seguita dall'ungherese (9), dall'argentina e dalla svedese (2). Chiudono questa graduatoria la nazionalità austriaca, brasiliana, turca e serba, tutte con un rappresentante.

Fulvio Bernardini con la Fiorentina campione d'Italia nel 1955-1956.

Il tecnico rimasto in carica più a lungo fu Fulvio Bernardini, che sedette sulla panchina della Fiorentina per sei anni, dalla stagione 1952-1953 al quella 1957-1958, vincendo un campionato italiano nel 1955-1956. L'altro allenatore che vinse uno scudetto con i Viola fu l'italo-argentino Bruno Pesaola, che conquistò il titolo nel 1968-1969. Giuseppe Galluzzi fu il primo a vincere un trofeo sulla panchina viola, conquistando la Coppa Italia 1939-1940. Sulla panchina gigliata, nella stagione 1960-1961, nella quale furono sollevate sia la Coppa delle Coppe sia la coppa nazionale, vi era l'ungherese Nándor Hidegkuti con Giuseppe Chiappella (dal 25 gennaio 1961). Chiappella nel 1965-1966 conquistò poi anche la Coppa Mitropa e la terza Coppa Italia, riuscendo con i Gigliati a conseguire il primo double continentale nel 1960-1961 (assieme al succitato Hidegkuti) e il secondo double di rango minore nel 1965-1966.
Gli altri tecnici che vinsero un trofeo sulla panchina viola sono stati Mario Mazzoni, subentrato a Nereo Rocco (Coppa Italia 1974-1975), Claudio Ranieri (Coppa Italia 1995-1996 e Supercoppa italiana 1996) e Roberto Mancini, subentrato a Fatih Terim (Coppa Italia 2000-2001). Tre sono gli allenatori ad aver vinto il Seminatore d'oro, Bernardini (1955-1956), Chiappella (1965-1966) e Pesaola (1969-1970), mentre Cesare Prandelli, sulla panchina viola dal 2005 al 2010, vinse per due edizioni consecutive la Panchina d'oro, nelle stagioni 2005-2006 e 2006-2007, oltre al premio di Migliore allenatore AIC nel 2008. Infine Vincenzo Montella, a Firenze dal 2012 al 2015, e nuovamente nel 2019, è stato insignito nel 2013 del Premio Nazionale Enzo Bearzot.

### Presidenti

Luigi Ridolfi (primo presidente della Fiorentina) con Giuseppe Meazza, allo stadio Comunale nel marzo 1955.

In oltre novant'anni di storia societaria, alla guida della Fiorentina si sono avvicendati 24 presidenti, il primo dei quali fu Luigi Ridolfi Vay da Verrazzano, che ricoprì la carica per 16 anni. In questo arco di tempo, i Viola hanno il loro primo trofeo ufficiale, una Coppa Italia.
Sotto la dirigenza di Enrico Befani, dal 1951 al 1961 la società toscana vinse il suo primo scudetto, una Coppa delle Coppe UEFA e una Coppa Italia, mentre Nello Baglini fu presidente della Fiorentina dal 1965 al 1971, anni nei quali venne conquistato il secondo scudetto, una Coppa Italia e una Coppa Mitropa. Con il presidente Ugolino Ugolini dal 1971 al 1977, la Fiorentina vinse sia una Coppa Italia che una Coppa di Lega Italo-Inglese.

Enrico Befani con i fratelli Agnelli e Artemio Franchi durante Fiorentina-Juventus del 23 ottobre 1960.

Tra gli imprenditori che sono stati proprietari del club si ricordano: Flavio Pontello, dal 1980 al 1990, che però non ricoprì mai la carica di presidente; la famiglia Cecchi Gori, con Mario presidente dal 1990 al 1993 e il figlio Vittorio Cecchi Gori dal 1993 al 2002, intervallo di tempo nel quale furono vinte due Coppe Italia e una Supercoppa italiana; la famiglia Della Valle, dal 2002 al 2019, con la carica di presidente ricoperta dal 2004 al 2009 da Andrea e successivamente da Mario Cognigni. Dal 6 giugno 2019 il nuovo proprietario è l'imprenditore italo-americano Rocco Commisso.

## Calciatori
In più di novant'anni di storia, oltre 850 calciatori hanno vestito la maglia della Fiorentina, in gran parte italiani; alcuni di questi ultimi hanno anche militato nella nazionale italiana.
Tra i calciatori italiani di rilievo che hanno militato nella Fiorentina figurano Giuliano Sarti, Giuseppe Chiappella, Francesco Rosetta, Sergio Cervato, campioni d'Italia nel 1955-1956, Enrico Albertosi, vincitore del campionato d'Europa 1968, Claudio Merlo, Giancarlo De Sisti e Luciano Chiarugi, campioni d'Italia nel 1968-1969, Giancarlo Antognoni, considerato il calciatore-simbolo della Fiorentina, Roberto Baggio, futuro Pallone d'oro nel 1993, Francesco Toldo, portiere della nazionale italiana finalista al campionato d'Europa 2000, Luca Toni, centravanti degli azzurri nel vittorioso campionato del mondo 2006 e Scarpa d'oro nello stesso anno, e Giorgio Chiellini, futuro capitano della nazionale italiana vincitrice del campionato d'Europa 2020.
Tra i giocatori non italiani ad aver vestito la maglia della Fiorentina, inoltre, si segnalano l'ungherese Jan Posteiner, primo straniero della squadra gigliata, Pedro Petrone vincitore nel campionato mondiale di calcio 1930 con l'Uruguay, il brasiliano Julinho e l'argentino naturalizzato italiano Miguel Montuori, protagonisti dello scudetto 1955-1956, lo svedese Kurt Hamrin, 150 gol in Serie A con i Viola, il brasiliano Amarildo, campione d'Italia nel 1968-1969, l'argentino Daniel Passarella, campione mondiale nel 1978 e nel 1986, il suo connazionale Gabriel Batistuta e il portoghese Rui Costa, protagonisti delle vittorie viola degli anni 1990.

### Hall of Fame
La Fiorentina è stata la prima società di calcio italiana a presentare la propria Hall of fame, con una cerimonia realizzata dal Museo della Fiorentina che ha avuto luogo a Firenze il 6 ottobre 2012. I prescelti, che hanno contribuito a fare la storia del club gigliato, sono divisi nelle categorie dei giocatori, allenatori, dirigenti e ambasciatori, e vengono premiati con il "Marzocco Viola".

### Capitani
Il primo capitano della storia della Fiorentina fu Giuseppe Bigogno, nella stagione 1935-1936, seguito cronologicamente da Lorenzo Gazzari dal 1936 al 1938, e da Renzo Magli nella stagione 1938-1939. Augusto Magli portò la fascia viola per nove anni consecutivamente, dal 1945 al 1953, prima di cederla a Leonardo Costagliola, fino al 1955.
Il capitano della squadra gigliata del primo scudetto fu Francesco Rosetta, ereditata da Sergio Cervato, dal 1957 al 1959, e Giuseppe Chiappella, nell'annata 1959-1960. Il primo calciatore non italiano a vestire la fascia da capitano fu l'argentino Miguel Montuori nella stagione 1960-1961. Giuliano Sarti, dal 1961 al 1963, Enzo Robotti, dal 1963 al 1965, e lo svedese Kurt Hamrin, dal 1965 al 1967, quest'ultimo vincitore della Coppa Mitropa 1966, portarono la fascia prima di Giancarlo De Sisti, capitano viola per otto anni, dal 1967 al 1974, e del secondo scudetto.
Dopo Claudio Merlo (1974-1976), Giancarlo Antognoni divenne capitano dei Gigliati, portando la fascia per dodici anni, dal 1976 a 1987, seguito da Sergio Battistini (1987-1990) e dal brasiliano Dunga (1990-1992). Stefano Carobbi, Stefan Effenberg e Francesco Baiano portarono la fascia per una sola stagione, dal 1992 al 1995, fino al lustro 1995-2000 quando divenne capitano l'argentino Gabriel Batistuta. La stagione successiva i gradi passarono al portoghese Rui Costa, il quale con la fascia al braccio sollevò l'ultimo titolo vinto dai Viola, la Coppa Italia 2000-2001. Angelo Di Livio fu il capitano gigliato dal 2001 al 2004, rimanendo in squadra nonostante il fallimento della società e la ripartenza dalla Serie C2. In seguito alla morte di Davide Astori nel periodo di militanza nella Fiorentina, della quale fu capitano nella stagione 2017-2018, venne poi ritirata la maglia numero 13.

### Contributo alle nazionali

La formazione dell' scesa in campo nel febbraio del 1956 al "Comunale" di Bologna contro la : vi figurano 8 giocatori all'epoca militanti nella Fiorentina.

Il giocatore della Fiorentina che conta più presenze nella propria nazionale è Rui Costa, che, tra il 1993 e il 2004, ha vestito la maglia del Portogallo 94 volte, segnando 26 reti; dietro di lui vi sono Gabriel Omar Batistuta, con 78 presenze e 56 reti nella nazionale argentina tra il 1991 e il 2002, e Giancarlo Antognoni, con 73 presenze e 7 reti nella nazionale italiana tra il 1974 e il 1982. Considerando solo la maglia azzurra, dietro ad Antognoni vi sono Riccardo Montolivo con 37 presenze durante la permanenza in Fiorentina e Giancarlo De Sisti con 29 incontri giocati. Al febbraio 2018, la Fiorentina ha fornito 72 giocatori alla nazionale di calcio italiana; il primo viola a vestire la maglia azzurra fu Alfredo Pitto, il 15 novembre 1931, nella gara tra Italia e Cecoslovacchia.

Enrico Albertosi, campione d'Europa nel 1968 con l'.

Sette sono stati i campioni del mondo gigliati con la maglia dell'Italia; Mario Pizziolo nel 1934 (il quale vinse anche la Coppa Internazionale 1933-1935), Giancarlo Antognoni, Giovanni Galli, Francesco Graziani, Daniele Massaro e Pietro Vierchowod nel 1982 e Luca Toni nel 2006; inoltre, l'argentino Daniel Alberto Passarella vinse la Coppa del Mondo nel 1986. 36 sono i calciatori convocati nella storia di questa competizione durante il periodo di militanza nella Fiorentina; il maggior numero di convocati nella fase finale si registrò nel 1982, quando furono sei i convocati dalle nazionali partecipanti a quella manifestazione; oltre ai cinque già citati, vi era il centrocampista argentino Daniel Bertoni. Il giocatore con maggiori presenze ai Mondiali è stato Giancarlo Antognoni, con 11 presenze (5 nel 1978 e 6 nel 1982), mentre il miglior marcatore viola ai Mondiale fu Gabriel Batistuta con 9 reti (4 nel 1994 e 5 nel 1998).
La Fiorentina ha avuto inoltre 3 calciatori ad aver vinto il campionato europeo con gli azzurri, infatti Enrico Albertosi e Giancarlo De Sisti vinsero nel 1968 e Gaetano Castrovilli nel 2021. Due sono i campioni olimpici, entrambi nel 1936, Achille Piccini e Alfonso Negro. Tra i calciatori non italiani, il greco Zīsīs Vryzas fu campione d'Europa nel 2004; Gabriel Batistuta nel 1993 ha vinto la Coppa America segnando una doppietta in finale; lo stesso centravanti argentino e il brasiliano Felipe Melo hanno vinto la FIFA Confederations Cup, rispettivamente nel 1992, risultando anche capocannoniere del torneo, e nel 2009; infine nel 2024 l'ivoriano Christian Kouamé si è laureato campione d'Africa, mentre gli argentini Lucas Martínez Quarta e Nicolás González hanno vinto la Copa América.

## Palmarès

### Competizioni nazionali
- Campionato italiano: 2

1955-1956; 1968-1969
- Coppa Italia: 6

1939-1940; 1960-1961; 1965-1966; 1974-1975; 1995-1996; 2000-2001
- Supercoppa italiana: 1

1996

### Competizioni internazionali
- Coppa delle Coppe: 1

1960-1961

### Altre competizioni
- Serie B: 3

1930-1931; 1938-1939; 1993-1994
- Coppa Grasshoppers: 1

1957
- Coppa Mitropa: 1

1966
- Coppa di Lega Italo-Inglese: 1

1975
- Serie C2: 1

2002-2003 (Girone B)

## Statistiche e record
Il 13 aprile 2014 la Fiorentina ha centrato il traguardo delle 1 000 vittorie in Serie A.

### Partecipazione ai campionati
| Livello | Categoria            | Partecipazioni | Debutto   | Ultima stagione | Totale |
| ------- | -------------------- | -------------- | --------- | --------------- | ------ |
| 1º      | Divisione Nazionale  | 1              | 1928-1929 | 1928-1929       | 90     |
| 1º      | Serie A              | 88             | 1931-1932 | 2025-2026       | 90     |
| 1º      | Serie A-B Centro-Sud | 1              | 1945-1946 | 1945-1946       | 90     |
| 2º      | Prima Divisione      | 2              | 1926-1927 | 1927-1928       | 7      |
| 2º      | Serie B              | 5              | 1929-1930 | 2003-2004       | 7      |
| 4º      | Serie C2             | 1              | 2002-2003 | 2002-2003       | 1      |

### Partecipazione alle coppe
| Categoria         | Competizione                                         | Partecipazioni | Debutto   | Ultima stagione | Totale |
| ----------------- | ---------------------------------------------------- | -------------- | --------- | --------------- | ------ |
| Coppe nazionali   | Coppa Italia                                         | 73             | 1935-1936 | 2023-2024       | 78     |
| Coppe nazionali   | Supercoppa italiana                                  | 3              | 1996      | 2023            | 78     |
| Coppe nazionali   | Coppa Italia Serie C                                 | 2              | 2002-2003 | 2003-2004       | 78     |
| Competizioni UEFA | Coppa dei Campioni/UEFA Champions League             | 5              | 1956-1957 | 2009-2010       | 29     |
| Competizioni UEFA | Coppa delle Coppe UEFA                               | 5              | 1960-1961 | 1996-1997       | 29     |
| Competizioni UEFA | Coppa UEFA/UEFA Europa League                        | 16             | 1972-1973 | 2016-2017       | 29     |
| Competizioni UEFA | UEFA Europa Conference League/UEFA Conference League | 3              | 2022-2023 | 2024-2025       | 29     |

### Statistiche di squadra
La Fiorentina ha disputato, nel corso della sua storia, 97 stagioni sportive, partecipando a 87 campionati di Serie A, a 5 di Serie B e a uno di Serie C2. Ha vinto per 2 volte il campionato italiano, nel 1955-1956 e nel 1968-1969, giungendo seconda in 5 tornei e terza in 6 (14,44% di piazzamenti nelle prime tre rispetto alle partecipazioni). Dall'avvento del girone unico, i Viola sono stati per 5 volte campione d'inverno (1934-1935, 1953-1954, 1955-1956, 1981-1982 e 1998-1999). Si trovano al quinto posto nella Classifica perpetua della Serie A dal 1929 con 3495 punti, dietro a Juventus, Inter, Milan e Roma. Al giugno 2024, dei 2876 incontri nella massima serie, 1133 sono state le vittorie dei Viola, 877 i pareggi e 866 le sconfitte, con 4035 gol segnati e 3337 subiti.

La Fiorentina 1968-1969, campione d'Italia e imbattuta in trasferta (prima formazione a centrare il record nel girone unico a 16 squadre).

La vittoria in campionato con il maggior scarto fu un 8-0 a Firenze contro il Modena, il 10 maggio 1942 nella Serie A 1941-1942, mentre la sconfitta più netta in Serie A fu invece un 0-8, subìto il 22 febbraio 1952 dalla Juventus al Comunale di Torino nel campionato 1952-1953; il 7 ottobre 1928 i bianconeri hanno inoltre inferto ai Viola la peggior sconfitta in tutte le serie della loro storia, uno 0-11 nella Divisione Nazionale 1928-1929. L'incontro con più gol vinto fu un 6-4 contro il Padova, il 6 aprile 1996, nella Serie A 1995-1996. Tra le sconfitte, quelle con il maggior numero di reti furono il 3-7 al "Franchi" contro il Milan il 4 ottobre 1992, nel campionato 1992-1993, e un 2-8 a Roma contro la Lazio, il 5 marzo 1995, nella stagione 1994-1995. Mentre la sconfitta casalinga con maggior scarto è uno 0-5 contro la Juventus del 17 marzo 2012.
La squadra gigliata fu per due volte miglior attacco del campionato e per otto miglior difesa, mentre fu la peggior difesa per tre volte e peggior attacco per due. Le squadre più affrontate dai Viola in Serie A sono Juventus, Inter e Roma, ciascuna con 161 incontri. A livello di coppe nazionali, a fronte delle 6 vittorie, come il Napoli, in Coppa Italia (quinta nella classifica, dietro a Juventus con 14 vittorie, Roma, con 9 successi e all'Inter con 9, ed alla Lazio, con 7), la Fiorentina ha disputato 11 finali di tale torneo. Ha partecipato inoltre a due finali di Supercoppa italiana, vincendone una, nel 1996. Per quanto riguarda il numero di tifosi, il 25 novembre 1984 venne stabilito il record di presenze nello stadio Artemio Franchi per una partita dei Gigliati, quando 58 271 spettatori assistettero a Fiorentina-Inter.
La Fiorentina vanta inoltre 33 stagioni disputate nelle coppe europee; di esse, 5 sono relative alla Coppa dei Campioni/UEFA Champions League, 5 alla Coppa delle Coppe UEFA, 16 alla Coppa UEFA/Europa League, 5 alla Coppa delle Fiere e due alla UEFA Europa Conference League; in Europa, assieme alla Fiorentina, solo altri quindici club hanno disputato una finale nelle tre competizioni UEFA per club classiche — Coppa dei Campioni, Coppa delle Coppe e Coppa UEFA. Fu la prima squadra italiana a raggiungere la finale nella massima competizione continentale, la Coppa dei Campioni nell'edizione 1956-1957, nonché la prima squadra italiana a vincere un trofeo confederale, la Coppa delle Coppe nell'edizione 1960-1961, battendo in finale i Rangers per 2-0 a Glasgow il 17 maggio 1961 e per 2-1 a Firenze il 27 dello stesso mese; inoltre la finale di Coppa UEFA 1989-1990, persa contro la Juventus, ha visto per la prima volta due squadre italiane contendersi un trofeo confederale. Nel 2023, qualificandosi per la finale di Europa Conference League, persa contro il West Ham Utd, diventa la prima squadra a giocare finali in tutte e quattro le principali competizioni UEFA a eliminazione diretta, esistenti o soppresse.
Includendo altre competizioni continentali di rango minore come Coppa Grasshoppers, Coppa Mitropa, Coppa delle Alpi, Torneo Anglo-Italiano e Coppa di Lega Italo-Inglese, le finali europee disputate dalla Fiorentina sono 12, con 4 vittorie; oltre la Coppa delle Coppe nel 1961, i Viola hanno vinto una Coppa Grasshoppers nel quinquennio 1952-1957, una Coppa Mitropa nel 1966 contro il Jednota Trenčín e una Coppa di Lega Italo-Inglese nel 1975 contro il West Ham Utd. La vittoria più ampia fu un 6-1 a Firenze contro l'Elfsborg, l'8 novembre 2007, in Coppa UEFA, mentre il passivo maggiore venne subito dai Viola il 7 novembre 1984 a Bruxelles, con la sconfitta per 6-2 contro l'Anderlecht, sempre in Coppa UEFA.

### Statistiche individuali

Giancarlo Antognoni, primatista di presenze in maglia viola.

Tra i calciatori che hanno vestito la maglia viola, Giancarlo Antognoni è colui ha siglato più presenze in maglia viola, dato che, tra il 1972 e il 1987, ha partecipato a 429 partite con la Fiorentina. Nella classifica delle presenze assolute con la squadra gigliata, il giocatore umbro precede Giuseppe Brizi, con 389 presenze tra il 1962 e il 1976, e Claudio Merlo, con 367 presenze tra il 1965 e il 1976. Quattro sono i calciatori hanno superato la soglia delle 300 presenze in Serie A con la squadra gigliata: il succitato Antognoni con 341, Giuseppe Chiappella con 329 partite giocate tra il 1949 e il 1960, Sergio Cervato con 316 presenze tra il 1948 e il 1959, e Manuel Pasqual con 302 partite tra il 2005 e il 2016. In campo europeo, il giocatore che ha totalizzato più presenze è Rolando Mandragora, con 39 incontri giocati dal 2022 a oggi.
I calciatori di nazionalità straniera hanno avuto sempre un ruolo importante nella storia del club, segnando le epoche più vittoriose della squadra; lo svedese Kurt Hamrin è il giocatore non italiano con più presenze in viola, 362 tra il 1958 e il 1967, seguito dall'argentino Gabriel Omar Batistuta, 333 presenze tra il 1991 e il 2000, e il portoghese Rui Costa, 277 presenze tra il 1994 e il 2001.
Inoltre sono tre i calciatori non italiani nei primi tre posti della classifica dei migliori marcatori della Fiorentina; Hamrin e Batistuta hanno entrambi superato quota 200, segnando rispettivamente 208 (151 in Serie A) e 207 (152 nella massima serie), seguiti dall'argentino naturalizzato italiano Miguel Montuori con 84 (72 in Serie A). Giancarlo Antognoni è il giocatore italiano con più marcature con la squadra fiorentina, 72 (61 in Serie A). Kurt Hamrin è inoltre il più prolifico realizzatore viola nelle manifestazioni UEFA, con 12 reti.

## Tifoseria
Secondo un'indagine condotta e pubblicata annualmente da due società specializzate in sondaggi e ricerche di mercato, la StageUp e la Ipsos, al 2023 la squadra risulta essere il settimo club più tifato d'Italia, potendo contare su un seguito stimato in circa 639 000 tifosi, un dato in crescita rispetto alle rilevazioni degli anni precedenti.

### Storia
Il nucleo storico della tifoseria viola è la Curva Fiesole, dove si trovano la maggior parte dei gruppi collettivi e dei Viola club, che, sin dagli anni settanta, hanno una condotta non politicizzata e completamente apartitica. I primi tifosi viola cominciarono ad unirsi nella prima metà degli anni sessanta, con la nascita di alcuni Viola Club come il Vieusseux e il 7bello; nel 1965 venne costituito il Centro di Coordinamento dei Viola Club. Il gruppo più noto della Fiesole è stato quello degli Ultras Viola; fondati nel 1973 da Stefano Biagini detto "il Pompa", furono costretti allo scioglimento nel 1983. Nel 1986, agli Ultras succedette nella leadership del tifo il Collettivo Autonomo Viola, scioltosi anch'esso nel 2011.

### Gemellaggi e rivalità

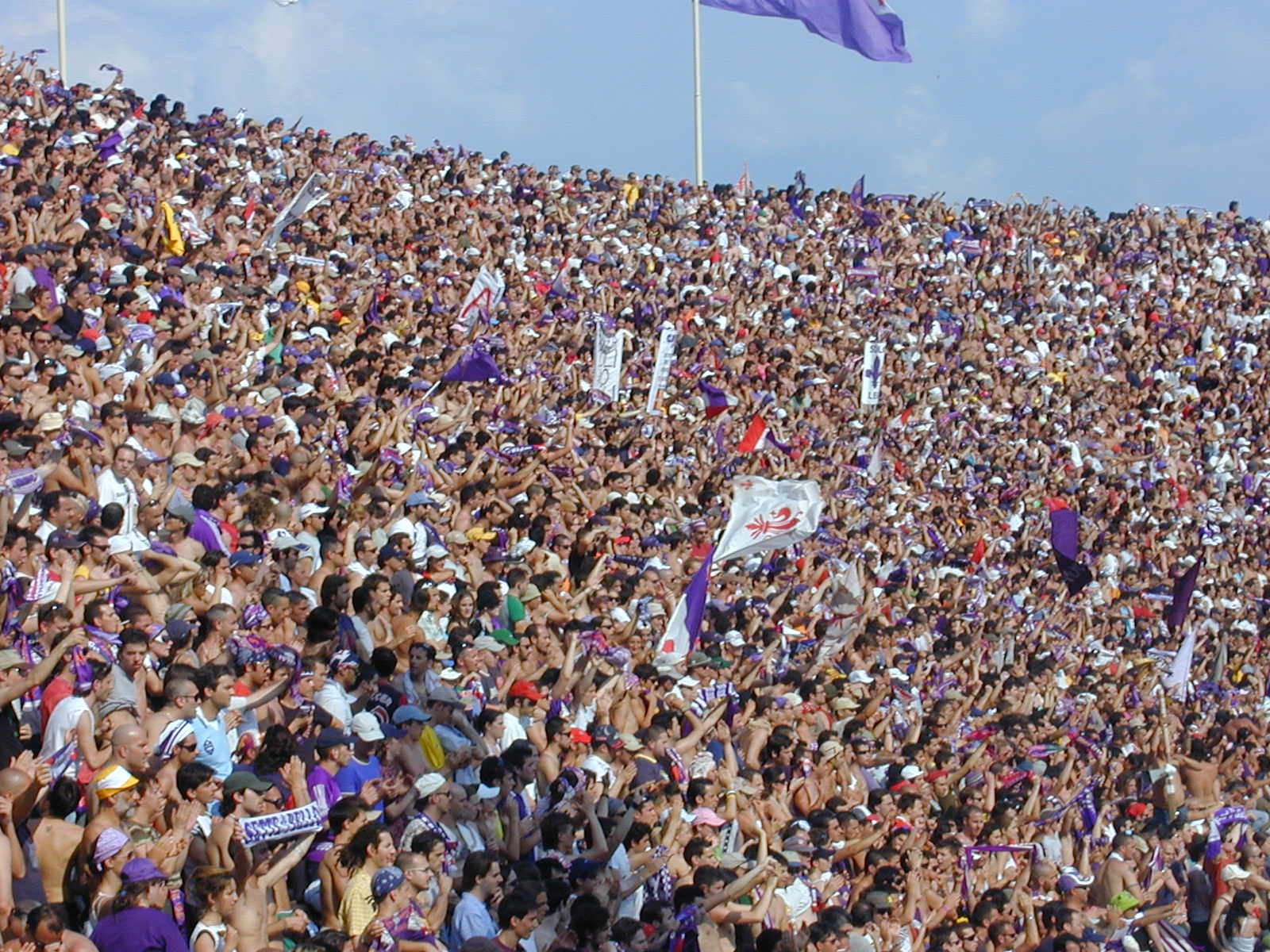
Tifosi della Fiorentina gremiscono la Curva Fiesole del "Franchi" (2005).

I tifosi della Fiorentina sono storicamente gemellati con il Verona fin dal 1978; con il Catanzaro, a partire dalla finale di Coppa Italia 1965-1966 e cresciuto agli inizi degli anni 1980 e, infine, con il Torino, per il comune sentimento anti-juventino e per la vicinanza della società viola a quella granata dopo la tragedia di Superga. La tifoseria della Fiorentina è legata amichevolmente anche con il Modena, per la comune avversione nei confronti del Bologna, e con la Colligiana, soprattutto in chiave anti-senese.
In Europa, la Fiorentina ha stretto altre amicizie in occasione delle sue partecipazioni alle competizioni UEFA; con lo Sporting Lisbona, originato dai buoni rapporti del viola club Settebello con i tifosi bianco-verdi, e con l'Újpest, amicizia favorita dal colore sociale in comune.

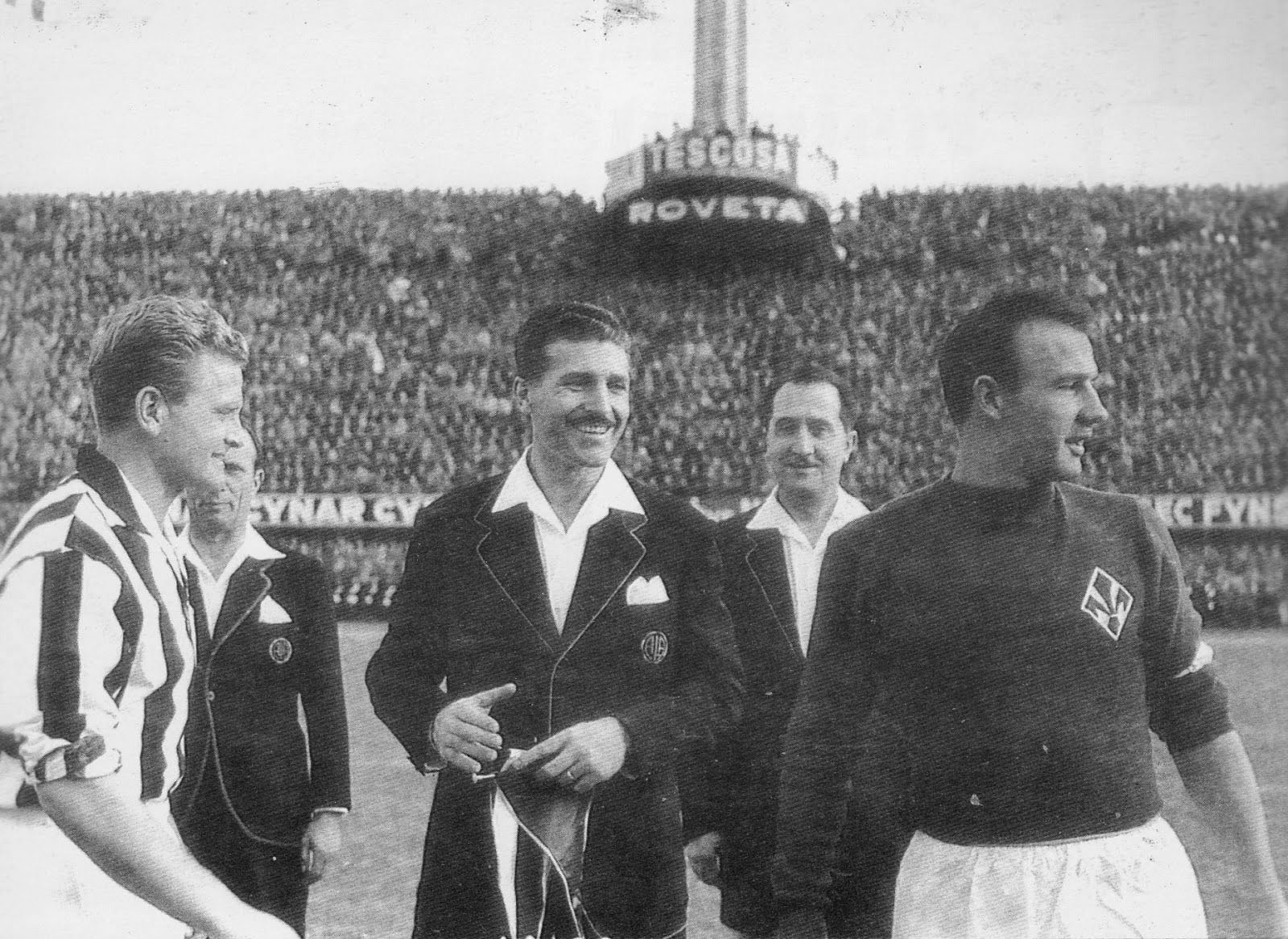
Il capitano viola Sergio Cervato e quello bianconero Giampiero Boniperti prima di una sfida tra Fiorentina e Juventus a fine anni 1950, sotto gli occhi dell'arbitro Concetto Lo Bello.

La rivalità più forte e sentita dalla tifoseria viola è quella contro la Juventus: originatasi fin dagli anni 1950, da parte fiorentina l'astio è andato ad acuirsi nel corso dei decenni, passando per episodi come l'accesa corsa scudetto del campionato 1981-1982, i comportamenti censurabili di alcune frange del tifo viola – che dal 1985 in poi irridono le vittime dell'Heysel e inneggiano agli hooligan responsabili dell'accaduto –, la contrapposizione nella finale della Coppa UEFA 1989-1990 e, nell'estate seguente, il contestato passaggio di Roberto Baggio da Firenze a Torino.
I tifosi viola sono inoltre rivali della Roma, frutto di un gemellaggio degli anni 1970 conclusosi malamente; della Lazio, per il vecchio gemellaggio della tifoseria fiorentina con quella romanista; della Salernitana, per via dell'eliminazione della Fiorentina dalla Coppa UEFA 1998-1999 dopo una partita giocata a Salerno; con il Napoli, il Varese, il Chievo e il Pescara, per l'ostilità di tali tifoserie nei confronti degli ultras del Verona; e con il Genoa, da quando i tifosi viola si gemellarono con la Sampdoria (amicizia durata fino al 1989-90). Vi sono inoltre forti attriti con l’Inter, l'Atalanta, il Milan, il Palermo, la Reggina, il Perugia e l'Ascoli. Si registrano rapporti non ottimali anche con Cagliari, Venezia, Vicenza, Cosenza, Cesena, Ternana, Parma, Udinese, Padova e Avellino.
Altre rivalità sono dovute alla vicinanza geografica di Firenze con altre città toscane ed emiliane, cosa che ha portato a considerare gli incontri sportivi tra queste dei veri e propri derby; il più famoso e storico è il derby dell'Appennino, giocato tra Fiorentina e Bologna, nato per motivi prevalentemente geografici, ma anche storici. Esistono inoltre il derby dell'Arno, incontro che vede di fronte i Viola e l'Empoli, e il derby guelfi-ghibellini tra Fiorentina e Siena. Anche con le altre squadre toscane, come Lucchese e Pisa, vi è un'accesa rivalità.

## Organico

### Rosa 2025-2026
Rosa aggiornata al 20 agosto 2025.
| N. |                                 | Ruolo | Calciatore              |
| -- | ------------------------------- | ----- | ----------------------- |
| 1  | Italia (bandiera)               | P     | Luca Lezzerini          |
| 2  | Brasile (bandiera)              | D     | Dodô                    |
| 5  | Croazia (bandiera)              | D     | Marin Pongračić         |
| 6  | Italia (bandiera)               | D     | Luca Ranieri (capitano) |
| 7  | Svizzera (bandiera)             | C     | Simon Sohm              |
| 8  | Italia (bandiera)               | C     | Rolando Mandragora      |
| 9  | Bosnia ed Erzegovina (bandiera) | A     | Edin Džeko              |
| 10 | Islanda (bandiera)              | A     | Albert Guðmundsson      |
| 11 | Marocco (bandiera)              | C     | Abdelhamid Sabiri       |
| 15 | Italia (bandiera)               | D     | Pietro Comuzzo          |
| 18 | Spagna (bandiera)               | D     | Pablo Marí              |
| 20 | Italia (bandiera)               | A     | Moise Kean              |
| 21 | Germania (bandiera)             | D     | Robin Gosens            |

| N. |                           | Ruolo | Calciatore         |
| -- | ------------------------- | ----- | ------------------ |
| 22 | Italia (bandiera)         | C     | Jacopo Fazzini     |
| 23 | Svizzera (bandiera)       | D     | Eman Kospo         |
| 24 | Marocco (bandiera)        | C     | Amir Richardson    |
| 26 | Italia (bandiera)         | D     | Mattia Viti        |
| 27 | Italia (bandiera)         | C     | Cher Ndour         |
| 29 | Italia (bandiera)         | D     | Niccolò Fortini    |
| 30 | Italia (bandiera)         | P     | Tommaso Martinelli |
| 43 | Spagna (bandiera)         | P     | David de Gea       |
| 44 | Italia (bandiera)         | C     | Nicolò Fagioli     |
| 60 | Italia (bandiera)         | D     | Eddy Kouadio       |
| 61 | Italia (bandiera)         | A     | Riccardo Braschi   |
| 65 | Italia (bandiera)         | D     | Fabiano Parisi     |
| 99 | Costa d'Avorio (bandiera) | A     | Christian Kouamé   |
|    | Italia (bandiera)         | A     | Roberto Piccoli    |

### Staff tecnico
Staff aggiornato al 12 luglio 2025.
- Stefano Pioli - Allenatore
- Andrea Tarozzi - Vice allenatore
- Giorgio Bianchi - Preparatore dei portieri
- Alessandro Dall'Omo - Preparatore dei portieri
- Roberto Peressutti - Preparatore atletico
- Matteo Osti - Preparatore atletico
- Alessio Butini - Preparatore atletico

Area sanitaria
- Luca Pengue - Responsabile sanitario
- Giovanni Serni - Medico sociale
- Niccolò Gori - Medico sociale
- Stefano Dainelli - Riatletizzatore
- Andrea Giusti - Operatore sanitario
- Simone Mazzei - Operatore sanitario
- Simone Michelassi - Operatore sanitario
- Filippo Nannelli - Operatore sanitario
- David Petrangeli - Operatore sanitario
- Cristian Petri - Nutrizionista